# 朋友 (宇多田光歌曲)
〈朋友〉（日语： Tomodachi */?）是收錄於日本創作歌手宇多田光第六張原創專輯《Fantôme》的歌曲，並迎來日本創作歌手小袋成彬合唱。

## 音樂與歌詞
歌曲的音樂風格為節奏藍調、巴薩諾瓦與流行，歌詞講述同性戀者對非同性戀者朋友的愛慕。

## 現場表演
2016年9月22日，宇多田光與小袋成彬於NHK綜合頻道的音樂節目《SONGS》特輯上合唱了歌曲。宇多田光其後亦在2018年的全國巡迴演唱會「Hikaru Utada Laughter in the Dark Tour 2018」上演唱了歌曲，並在演唱中加入舞者兼〈Forevermore〉的音樂錄影帶編舞家高瀨譜希子的舞蹈表演。

## 製作名單
資料來自專輯《Fantôme》的內頁。

| - 宇多田光 – 聲樂、詞曲創作、製作、編程、銅管樂編排 - 小袋成彬 – 聲樂 - 湯姆·科因 – 母帶 - 史蒂夫·菲茨莫里斯 – 錄製、混音、附加爵士鼓編程 - 松井敦史 – 錄製 - 小森雅仁 – 聲樂錄製 - 達倫·海利斯 – 附加工程、附加爵士鼓編程 - 田中義人 – 原聲結他 | - 弗朗西斯·希爾頓 – 電貝斯 - 威爾·弗賴伊 – 打擊樂器 - 西德·高爾德 – 銅管樂首席、小號 - 安迪·班亞伊 – 次中音薩克斯風 - 馬克·南丁格爾 – 長號 - 三宅彰 – 製作 - 宇多田照實 – 製作 |

## 資料來源
1. ↑  内田正樹. . Real Sound. 2016-09-28  [2016-12-10]. （原始内容存档于2016-12-20） （日语）.
2. ↑  . NHK.   [2021-08-10]. （原始内容存档于2021-08-10） （日语）.
3. ↑  . Spice. 2018-12-20  [2021-08-10]. （原始内容存档于2021-08-10） （日语）.
4. ↑   (音像媒体说明). 宇多田光. 環球唱片、維京唱片. 2016.